# Whitlock
Whitlock (Вітлок) — з 1778 року англійський виробник карет та автомобілів. Штаб-квартира розташована в місті Лондон. У 1913 році компанію купує фірма Lawton-Goodman Ltd. У 1932 році компанія припинила виробництво автомобілів.

## Роберт Вітлок. Заснування компанії
У 1778 році Роберт Вітлок у віці 26 років відкрив у Лондоні, на вулиці Холланд Парк, контору Whitlock Company з виробництва карет. Підприємство більш-менш проіснувало до початку XIX століття, поки біля керма не став Генрі Вітлок, що народився у 1776 році. Під його керівництвом доводиться всеанглійське визнання фірми, яку перейменували вже у Henry Whitlock Co.. Екіпажі типу «Вікторія», «Ландо» і «Брогем» були витворами мистецтва й коштували надзвичайно великих грошей. Нащадки продовжили славну справу Генрі. У 1883 році, беручи участь на виставках, на стендах гордо красувалася реклама «Схвалено Королівським двором». Незабаром на дорогах Великої Британії стали з'являтися автомобілі, однак, компанія не проявляла поки до них інтересу.

## Початок виробництва автомобілів
У 1903 році Whitlock починає виготовляти і продавати автомобілі. Але на ділі Whitlock-Century були технічними клонами автомобілів лондонської фірми Century Engineering and Motor Co, на які Whitlock просто встановлювали кузови власної роботи. Виготовлялися останні з алюмінію, який покривав дерев'яні каркаси. Машини марки Century оснащувалися французькими моторами, які поставляла фірма Aster, трансмісія мала дві передачі, на задній міст йшло два ланцюги, кожен з яких відповідав за свою фіксовану швидкість.

## Автомобілі Whitlock-Aster
Співпраця з лондонською фірмою тривала недовго, і в березні 1904 року з'явилися автомобілі марки Whitlock-Aster. Кузовобудівники вирішили напряму вийти на моторобудівне підприємство Ateliers de Construction Mecanique l'Aster, вірніше, на його британського представника — Aster Engineering Co Ltd. Тепер шасі були власної конструкції, двоциліндрові моделі 10НР (1.7 л) і 12НР (1.85 л) оснастили дерев'яними рамами, а більш потужні чотирициліндрові моделі 14НР (2.5 л) і 20НР (3.7 л) отримали сталеву штамповану конструкцію. Фірма Aster Engineering Co Ltd. поставляла не тільки мотори, а й мости, трансмісію і головну передачу. Кузови були власного виготовлення. При цьому, у чотирициліндрових моделей рами були різної конструкції. Так шасі моделі 14HP були нижчими, в той час як топова модель мала централізовану систему змащення, якою можна було керувати з керма, через що кузови розміщувалися на більш високому рівні. Ландоле цієї моделі отримало пафосну назву «The Entente Cordiale», метою було показати симбіоз передової французької техніки (тоді французька техніка цінувалася куди більше німецької) і вишуканих кузовних традицій Великої Британії.

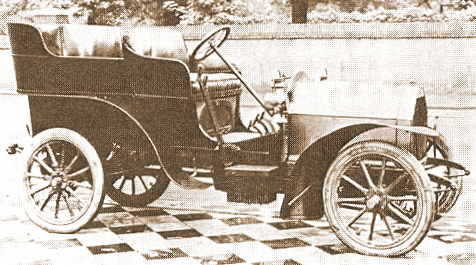
Whitlock-Aster 12/14HP, яка взяла участь в гонках 1905 року

У 1905 році автомобільне відділення фірми було перейменовано у Whitlock Automobile Company зі статутним капіталом в розмірі 10 000 фунтів стерлінгів. У цьому ж році компанія взяла участь в Турист Трофі, проте досить безуспішно, машина вибула з перегонів, отримавши в загальному заліку 22 місце. Всього тоді стартувало 54 екіпажі. Модельний ряд поповнився чотирициліндровою моделлю 24HP з 4.85 л мотором і 3.2 м колісною базою.
У 1906 році в каталогах з'являється найменша модель, яка несла власну назву — Ideal. Це був маленький автомобіль з чотирициліндровим 900-кубовим мотором, пропонувався він за 200 фунтів. Інформації про нього практично немає, відомо лише, що двигун був французьким. В цьому ж році помирає глава фірми, якого теж звали Генрі, його сини вирішують припинити виробництво автомобілів, які не особливо користувалися попитом.

## Автомобілі Lawton та Whitlock
У 1914 році в каталогах Motor Car Red Book знову з'являється вже забута назва Whitlock, тільки на цей раз автомобілі цього бренду не мали прямого відношення до сім'ї Вітлок. У 1871 році 23-річний Джозеф Альберт Лоутон відкриває в Ліверпулі підприємство з виготовлення гужового транспорту, незабаром фірма стає найвідомішою компанією в північній Англії, в основному завдяки інноваційним конструкціям. Так, наприклад, вони запатентували екіпаж з низьким розташуванням ресор, що дозволило знизити висоту карети. Справи у фірми йшли прекрасно і, як личить солідній компанії, у неї був офіс в Лондоні, керував ним племінник Джо Лоутона — Вільям Лоутон-Гудман. Молодий чоловік сильно захопився автомобілями і умовив дядька розширити бізнес за рахунок виготовлення кузовів для автомобілів марок Panhard et Levassor, Napier і Mercedes, які їх фірма і продавала в Престоні, Оксфорді, Ліверпулі і Манчестері. Однак, Джо Лоутон не любив активної діяльності свого племінника, автомобілі були чужі йому, він любив хороші бренді, сигари і спектаклі в театрі, в той час як Вільям був пристрасним фанатом автомобілів. Суперечки з дядьком ні до чого доброго не привели, але найсильнішим потрясінням для Вільяма стало оголошення заповіту. У 1913 році, після смерті Джозефа Лоутона, виходячи із заповіту, він абсолютно все залишив своєму молодшому братові, а племіннику не залишив нічого, фактично залишивши його ні з чим, і офіційно Вільям Лоутон-Гудман був оголошений банкрутом.
Зібравши кошти він засновує фірму Lawton-Goodman Ltd. Проте, оскільки він був банкрутом і за законом не міг займати високі посади у фірмах, директорами він зробив своїх синів — Томаса і Джозефа Альфреда. Тоді ж він купує фірму Whitlock Automobile Company, що канула у небуття, і промислові потужності на півночі Лондона, в Кріклвуді. У 1914 році на ринок виводяться два автомобілі під маркою Lawton — 12/16HP (2.4 л) і 20/30НР (4.4 л), обидва мотори були чотирициліндровими і закуповувалися у британської компанії W.H. Dorman and Co, яка свої перші ДВЗ почала виробляти всього двома роками раніше, хоча сама компанія вела свою історію з 1870 року. Автомобілі зовні були дуже схожі на продукцію фірми Renault, тому що на них встановлювали радіатори за двигунами, за аналогією з французькою маркою. До початку 1915 року автомобілі були перейменовані на забуту вже марку Whitlock, проте незабаром почалася Перша світова війна, і мирним громадянам стало вже не до легкових автомобілів. Зате з'явилися замовлення від військового відомства, яке гостро потребувало карета швидкої допомоги і вантажівок. Вантажівки та карети швидкої допомоги будувалися на шасі найпотужнішої версії і мали вантажопідйомність в півтори тонни. Крім цього, потужності підприємства взялися за переробку цивільних машин в карети швидкої допомоги. Відомо, що в «швидку допомогу» була перероблена невелика партія Rolls-Royce Silver Ghost. Крім цього, підприємству довірили виготовлення фюзеляжів для літаків De Havilland DH4.

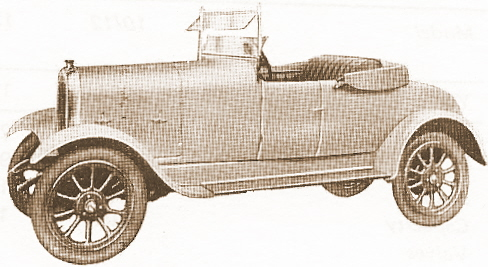
Whitlock 11HP з двомісним кузовом

Після війни фірма повернулася до мирної продукції, випускаючи штучні екземпляри своїх довоєнних автомобілів, і в більшості своїй заробляючи виготовленням кузовів для сторонніх клієнтів. Тільки в 1922 році фірма, яка переїхала на лондонську вулицю Брук, розпочала роботу над новою лінійкою автомобілів. Вже восени того ж року на Мотор Шоу фірмою Lawton-Goodman Ltd було виставлено три машини моделі 11НР: двомісний родстер з «тещиним місцем» ззаду, чотиримісний турер і закрите купе Coupe De Luxe. Машина була побудована на покупних агрегатах, чотирициліндровий 1.4 л мотор поставлявся фірмою Coventry Climax. Незабаром з'явилася модель 12НР з 1.5 л двигуном від British Anzani Engine Co (такі ж мотори закуповували фірми Morgan і АС в той час).
Через рік модельний ряд розширюється за рахунок шестициліндрової моделі 14НР з 1750-кубовим мотором фірми Coventry Climax. Задній міст спочатку поставляла фірма Salmons Light Car Co, яка також була спочатку кузовобудівною (вела свою історію з 1830 року), і в 1923 році почала випускати автомобілі з покупними моторами. Проте, мости виявилися не настільки надійними, і закуповувати їх стали у фірми Beverley-Bames, яка в невеликих кількостях випускала автомобілі власної конструкції з рядними восьмициліндровими моторами, родзинкою було верхнє розташування розподільного вала. У 1924 році автомобілі марки Whitlock стали на замовлення оснащуватися і передніми гальмівними механізмами, коштувала ця опція 20 фунтів, при тому, що машини цієї марки коштували від 500 фунтів. У 1925 році шестициліндрова модель отримала розточений до 2 літрів мотор, і стала називатися 16/50НР, чотирициліндрові моделі залишилися колишніми, тільки 1.5 л модель перейменували в 12/35НР. У 1926 році з'явилася найдорожча машина цієї марки — 20/70НР з верхньоклапанним 3-літровим мотором фірми Meadows. Спочатку її продавали тільки у вигляді голого шасі, передбачалося, що клієнт сам вибере дизайн кузова, який можна буде надіти на раму.
У 1927 році в модельному ряду залишилася тільки модель 20/70НР, яка тепер пропонувалася із заводськими кузовами типу турер, салун (седан), купе, чотиримісне купе — Coupe D'Interieur, і седан-ландоле. Причому, останній варіант був найдешевшим, і коштував 700 фунтів, решта пропонувалися за одну ціну — 750 фунтів стерлінгів. Відмінною рисою автомобілів цього часу стає наявність безпечного лобового скла і решітки радіатора в стилі автомобілів Bentley, які були сусідами в Кріклвуді.

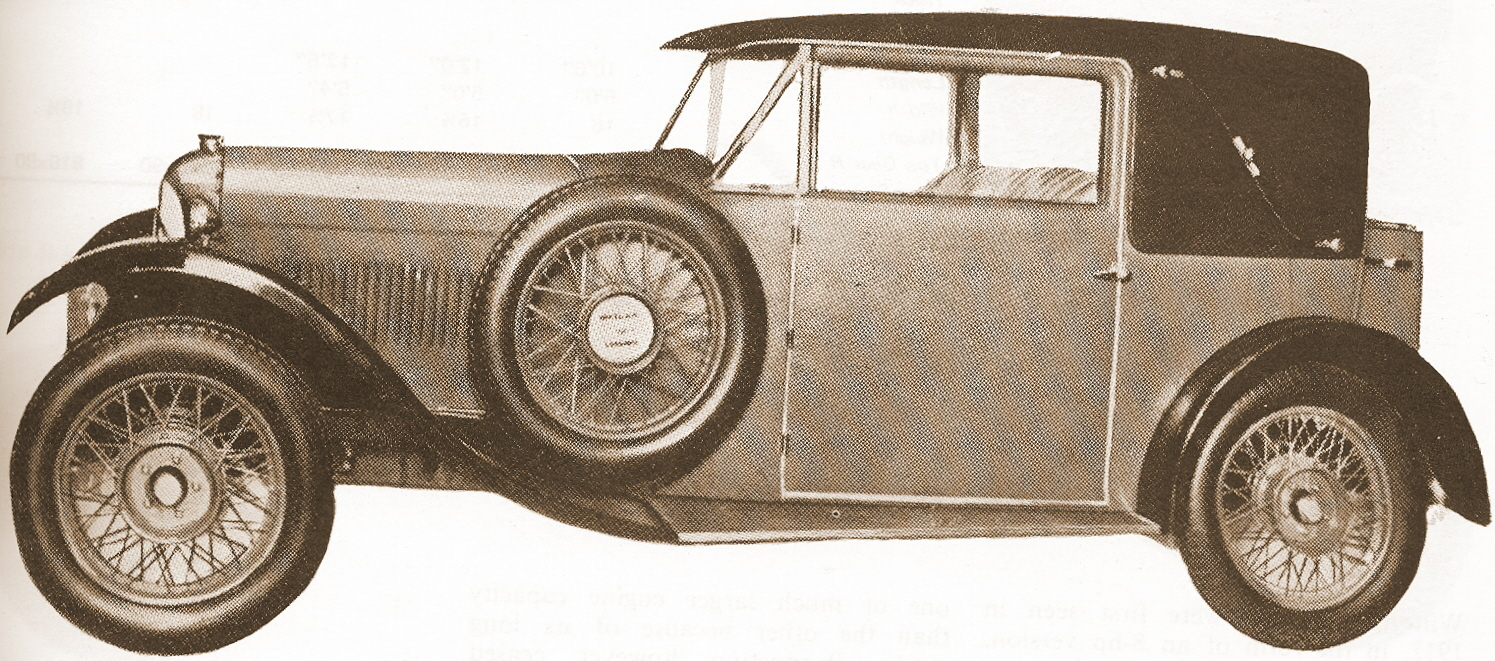
Whitlock 20/70HP Sportsmans Coupe

У 1928 році модель 20/70НР отримує новий 3.3-літровий 72-сильний мотор фірми Meadows, відмінний мотор, який використовувала і фірма Lagonda. Машини цього модельного року отримують серійно спицьовані колеса і елегантні кузови типу седан, що виготовлялися за ліцензією Weymann, а також купе Sportsman's Coupe, відмінною рисою останнього була наявність трикутного вікна збоку.

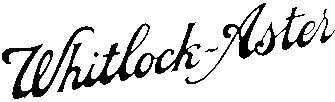
Логотип Whitlock-Aster

У 1929 році модель 20/70НР отримала два варіанти колісної бази — Туре А з 2,64 метра, і Туре В з 2,79 метра. Вибір кузовів розширився до семи варіантів, машини цього року обзавелися великою кількістю хромованого декору, в порівнянні з попередніми версіями 20/70НР.

## Припинення виробництва автомобілів. Закриття компанії
У 1930 році сусіди у вигляді фірми Bentley забороняють використовувати решітки в стилі їх автомобілів, замість них стали ставити плоскі і радіатори прямокутної форми, посеред якого, як і раніше, красувалася літера «W», бренд з самого початку маркував свої автомобілі тільки однією великою літерою своєї назви. Фірма вважалася автомобільним виробником ще два роки, але в квітні 1932 року помирає 68-річний Вільям Лоутон-Гудман, разом з батьком його сини ховають і серійне виготовлення автомобілів. Офіційно їх виробництво закінчилося навесні того ж року, хоча на потужностях залишалося кілька машинокомплектів, останній з яких був зібраний у 1936 році, що досить дивно, тому що фірма продавала ці досить непогані автомобілі за 450 фунтів, що було рівно вдвічі менше, ніж просили за них до офіційного закінчення їх виробництва. З весни 1932 року фірма вважалася кузовобудівною, причому, виготовляла контора в основному кузови для комерційного транспорту. Під час Другої світової війни підприємство стало займатися тим же, чим і під час Першої світової — будувати автомобілі «швидкої допомоги». Після війни основою бізнесу стало виготовлення кузовів для пересувних магазинів і крамниць з продажу морозива. У 1950-1960-ті роки стали виготовляти і важкі інструменти під маркою Whitlock.
Останній кузов для фургона був виготовлений на потужностях фірми в 1981 році, а через десять років фірма Lawton Goodman Co і зовсім припинила своє існування.

## Список автомобілів Whitlock-Aster
- 1904 — Whitlock-Aster 10HP
  - Whitlock-Aster 12/14HP
  - Whitlock-Aster 14HP
  - Whitlock-Aster 20HP
- 1905 — Whitlock-Aster 24HP
- 1906 — Whitlock-Aster Ideal

## Список автомобілів Lawton
- 1914 — Lawton 12/16HP
  - Lawton 20/30HP

## Список автомобілів Whitlock
- 1903 — Whitlock-Century
- 1915 — Whitlock 12/16HP
  - Whitlock 20/30HP
- 1922 — Whitlock 11HP
  - Whitlock 12HP
- 1923 — Whitlock 14HP
- 1925 — Whitlock 16/50HP
  - Whitlock 12/35HP
- 1926 — Whitlock 20/70HP